# Hetnub
Hetnub, anche Hatnub ("dell'oro" in lingua egizia), è un sito archeologico in Egitto, a sud-est di Amarna e a circa 65 km da Minya.
Fin dall'antichità la località era nota per le sue cave di calcite translucida - detta impropriamente alabastro - impiegata fin dal periodo protodinastico per la produzione di vasi. La zona è ricca di iscrizioni che ricordano le spedizioni inviate da vari sovrani allo scopo di ricavare pietre per la costruzione di templi e strutture funerarie.